# Méditerranée (chanson)
Pour les articles homonymes, voir Méditerranée (homonymie).
Clip vidéo
[vidéo] « Tino Rossi - Méditerranée », sur YouTube
[vidéo] « Tino Rossi - Méditerranée (télévision, 1977) », sur YouTube
Méditerranée est une chanson française de Tino Rossi, chanson de l'opérette Méditerranée (opérette) de 1955. Il l'enregistre en single chez Columbia Records,, extrait de son album Méditerranée de 1956. Un des grands succès emblématiques de sa carrière et de la chanson française.

## Histoire
Cet hymne à la mer Méditerranée est écrit et composé pour l'opérette à succès Méditerranée (opérette), d’après un livret de Raymond Vincy et une musique de Francis Lopez « Méditerranée, aux îles d'or ensoleillées, aux rivages sans nuages, au ciel enchanté, Méditerranée, c'est une fée qui t'a donné, ton décor et ta beauté, Méditerranée... ». Elle est représentée pour la première fois avec un succès triomphal le 17 décembre 1955 au théâtre du Châtelet de Paris, avec Tino Rossi (chanteur méditerranéen, né à Ajaccio en Corse) et Fernand Sardou (père de Michel Sardou).

## Reprises et adaptations
Tino Rossi réédite ce titre sur de nombreux disques et compilations des succès de sa carrière. Elle est reprise en particulier par André Verchuren (à l'accordéon, 1957), Marcel Amont (1963), Dave (1997), Frédéric François (2003)...

## Opérette
- 1955 : Méditerranée (opérette), interprétée par Tino Rossi.